# Dargaws
Dargaws (russisch Даргавс, ossetisch Дӕргъӕвс) ist ein Dorf in der russischen Republik Nordossetien-Alanien. Dargaws liegt im Rajon Prigorodny und ist namensgebender Ort der Verwaltungseinheit Ländliche Siedlung Dargaws, zu der auch die Dörfer Fazikau (russisch Фазикау), Lamardon (russisch Ламардон), Dschimara (russisch Джимара) und Kakadur (russisch Какадур) gehören. Dargaws liegt etwa 30 Kilometer südwestlich von der Hauptstadt Wladikawkas entfernt im Tal des Flusses Gizeldon, unweit der Grenze zu Georgien im Nordkaukasus. Bekannt ist Dargaws durch die unmittelbar neben dem Dorf gelegene Nekropole Dargaws, eine jahrhundertealte Totenstadt.

## Namensherkunft
Für die Herkunft des Namens gibt es verschiedene Erklärungsversuche. So bedeutet das ossetische Wort „дуаргӕс“ (etwa „duargaes“) auf Deutsch „Pförtner/Verteidiger der Schlucht“. Eine weitere Namensdeutung bezieht sich auf die ossetischen Begriffe „даргъ“ („darg“, deutsch ‚lang‘) und „фӕз“ („faes“, deutsch ‚Wiese‘).

## Geschichte
Erste Siedlungsspuren in der Gegend wurden bei Ausgrabungen bis in das 8. und 9. Jahrhundert zurückdatiert, als das Volk der Alanen das Gebiet des Nordkaukasus erschloss. Erhaltene Gebäude wie zum Beispiel mehrstöckige mittelalterliche Wohn- und Wehrtürme zeugen davon, dass sich wohlhabende Familien in Dargaws und der Gegend niederließen.
Durch die Unruhen in der Gegend während der Tschetschenienkriege wurde das Gebiet um Dargaws touristisch bisher kaum erschlossen.

## Nekropole Dargaws

### Geschichte
Auf einem Berghang unmittelbar neben dem Dorf befindet sich die Nekropole Dargaws. Die Anfänge dieser Totenstadt werden in das 14. Jahrhundert datiert. Die Einwohner Dargaws bestatteten ihre Toten in oberirdischen Grüften. Einige Tote wurden in improvisierten Holzbooten beigesetzt. Da es in der Umgebung Dargaws keinen schiffbaren Fluss gibt, deuten Archäologen dies mit dem damaligen Glauben, dass die unsterbliche Seele des Menschen auf dem Weg in den Himmel einen Fluss überqueren müsse. Die Körper in den Totenhäusern wurden stets bekleidet und meist mit Beigaben versehen bestattet. Als es im 17. Jahrhundert zu Ausbrüchen der Pest in der Gegend kam, wurden die Totenhäuser auch als Quarantäne-Stationen genutzt: Infizierte verließen das Dorf und begaben sich in eine Gruft, wo sie meist an der Krankheit starben. Gab es noch lebende Familienmitglieder der an der Pest erkrankten Menschen, wurden die Kranken teilweise in den Grüften mit Lebensmitteln versorgt; überlebten die Infizierten die Seuche, verließen sie die Gruft wieder und kehrten zurück ins Dorf. Über den Totenhäusern wurde ein mehrstöckiger Wachturm, der bis heute erhaltene Alikow-Turm, errichtet. Alten Erzählungen zufolge wacht er über die Totenruhe. Die Nekropole Dargaws zählt zu den größten Totenstädten im Nordkaukasus.

### Architektur

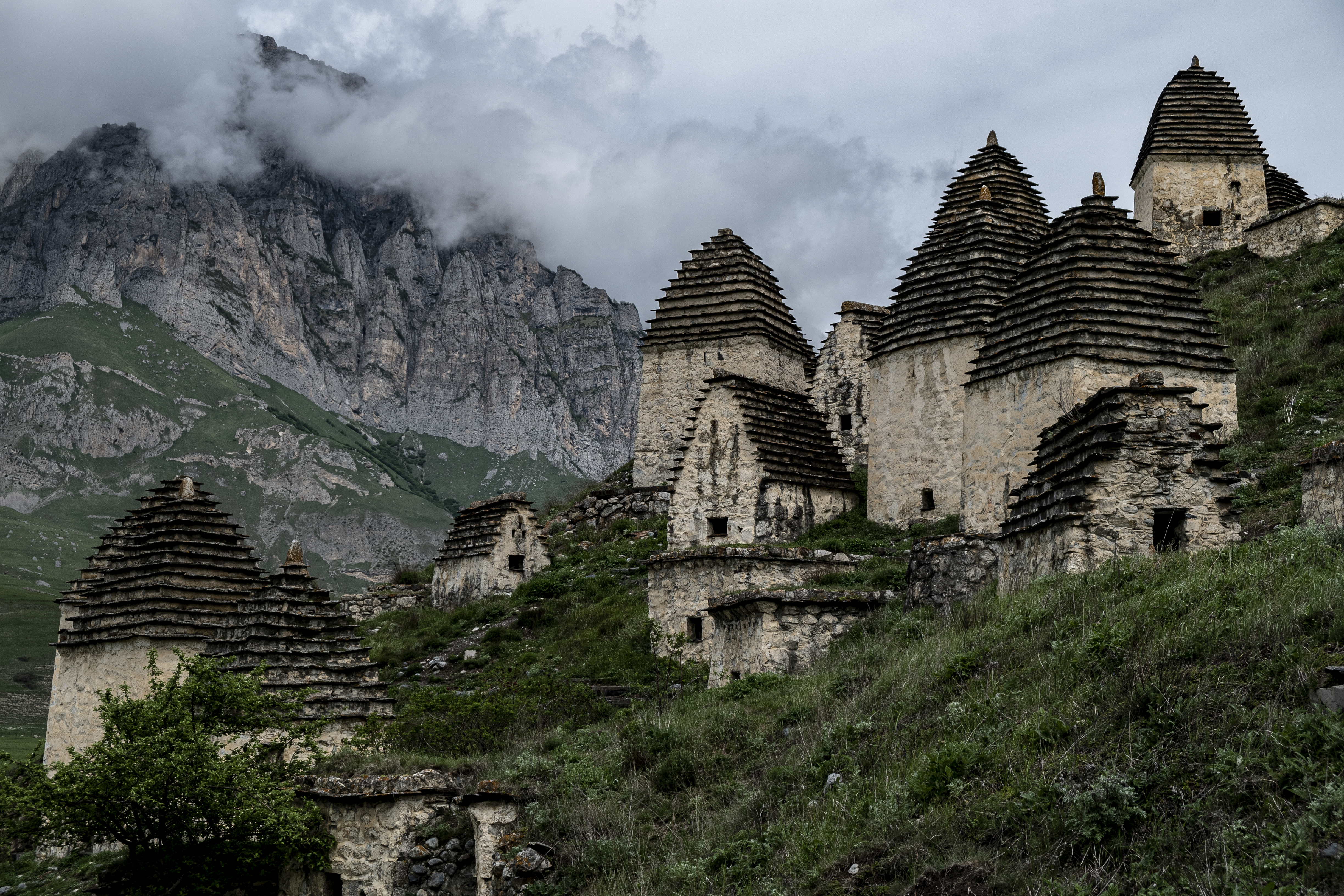
Die Nekropole Dargaws 2021

Die Nekropole Dargaws besteht aus fast 100 Totenhäusern. Die Grüfte sind aus Stein gebaut und enthalten zumeist im Inneren hölzerne Regale zur Aufbewahrung der Toten. Unter jedem Gebäude befindet sich eine teilweise mehrstöckige Krypta, in die die Körper verbracht wurden, wenn in der Gruft darüber kein Platz mehr war. Die Häuser haben jeweils ein kleines Fenster; das einfallende Licht diente dem Platzieren der Toten. Durch die Lage der Totenstadt am Berghang bewirkte das Fenster außerdem, dass immer Wind in die Grüfte wehte und dadurch einige Leichen mumifiziert wurden. Die Totenhäuser weisen verschiedene Dachformen auf, so sind etwa Pyramiden-, Kegel- und Satteldächer erhalten. Kleinere Grüfte haben einfache Flachdächer.

### Legenden
Um die Nekropole Dargaws und deren Entstehung ranken sich verschiedene Mythen und Legenden.
Eine alte Sage zur Entstehung der Totenstätte berichtet, dass in der Gegend von Dargaws einmal ein wunderschönes Mädchen lebte, das jeder Mann für sich gewinnen wollte. Es entbrannte ein Streit unter den Männern, den auch die Ältesten nicht schlichten konnten, da auch sie dem Mädchen verfallen waren. Man beschloss, dass es das Beste wäre, das Mädchen um des Friedens willen zu töten. Diese Tat erzürnte jedoch die Götter, und die Männer wurden mit einer seltenen Krankheit bestraft. Um dieser Qual zu entkommen, versuchten die Männer sich selbst lebendig zu begraben, doch die Erde spie ihre Körper wieder aus. So sollen der Legende nach die ersten Totenhäuser bei Dargaws errichtet worden sein, um die Verdammten darin einzuschließen und sterben zu lassen.
Vor vielen der Totenhäuser sind kleine Brunnen angelegt, in denen Archäologen häufig Münzen entdeckten. Dies spiegelt einen alten ossetischen Glauben wider. Starb ein Mensch, warfen die Angehörigen eine Münze in den Brunnen. Landete sie auf einem Stein, bedeutete das für die Seele des Toten, dass sie in den Himmel auffahren konnte.
Bei den heutigen Bewohnern der Gegend gilt die Nekropole als verflucht. Es kursiert die Legende, dass man die Totenstadt zwar betreten, aber nicht mehr lebendig verlassen könnte.

### Galerie

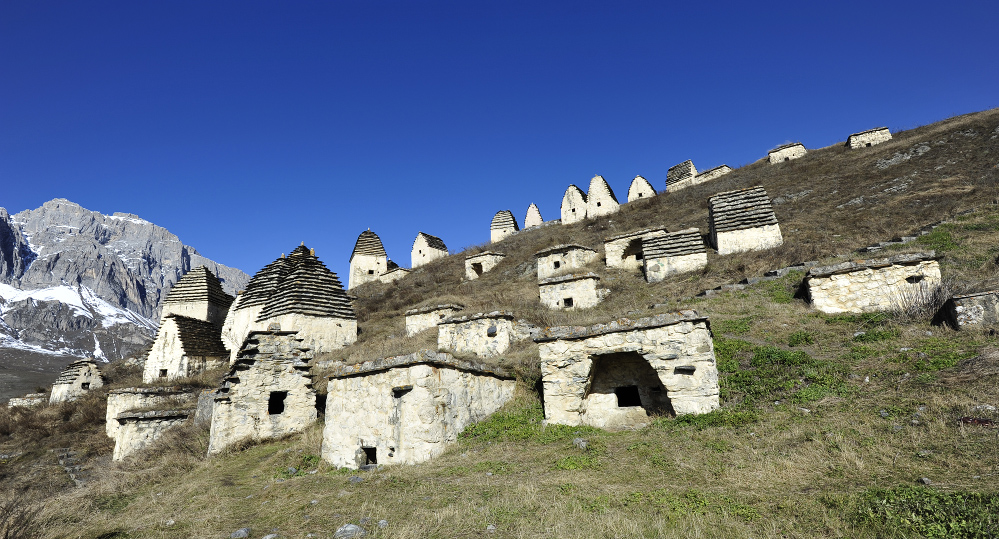
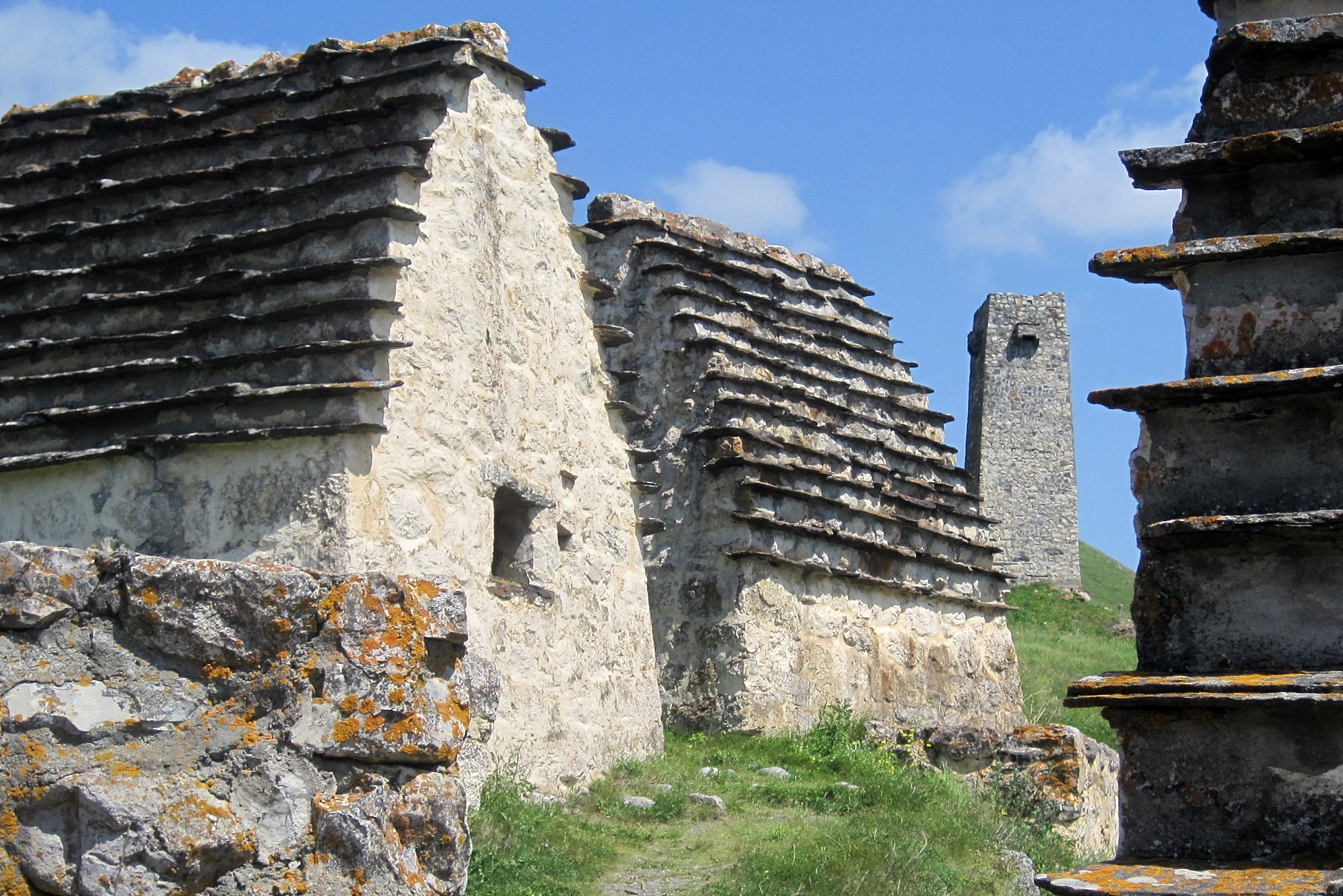
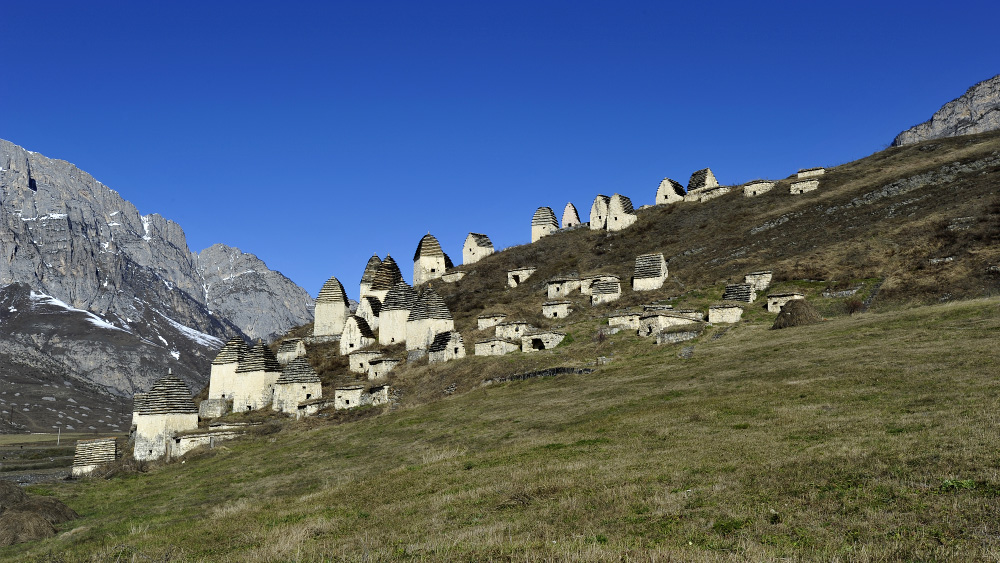
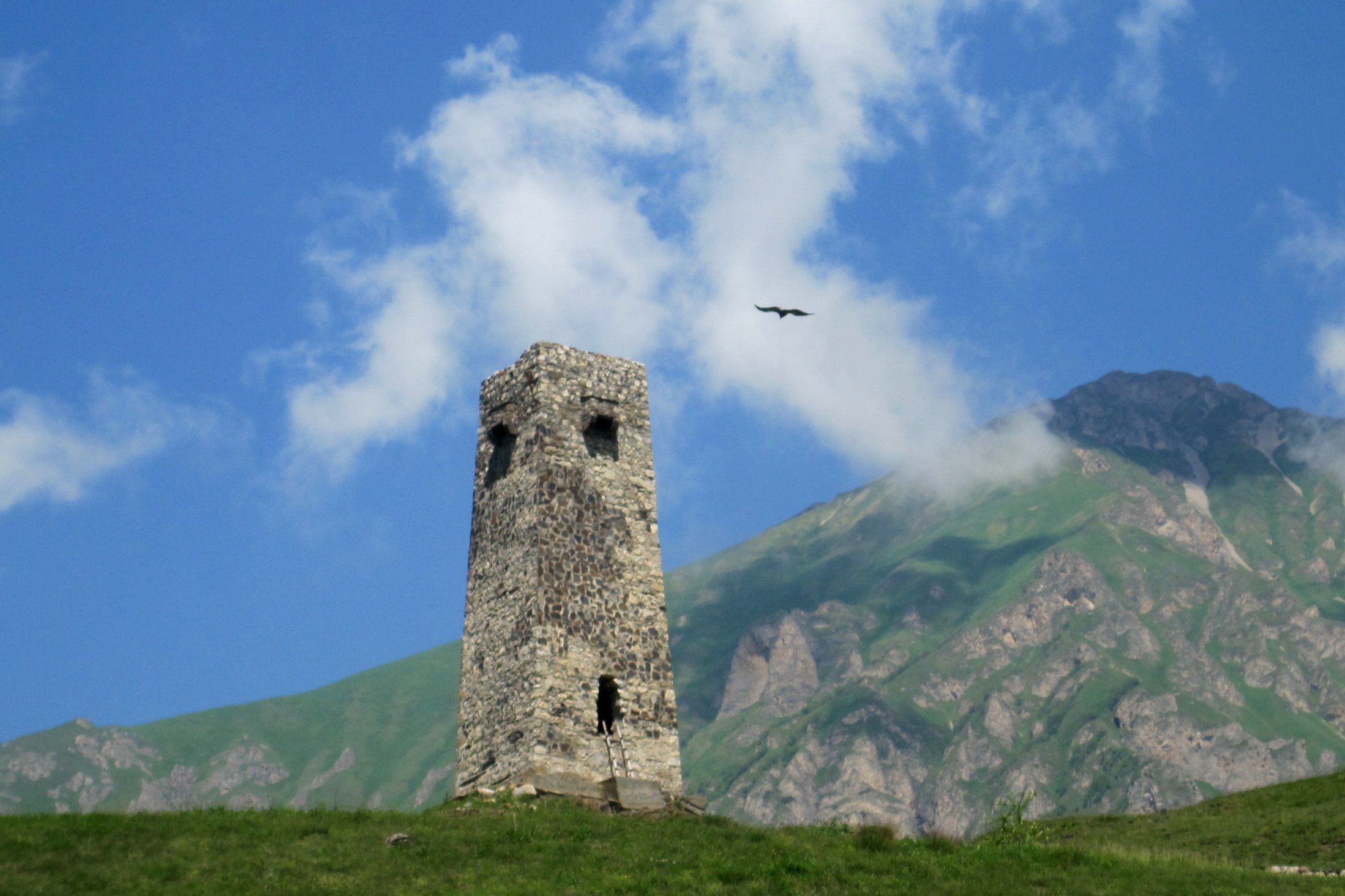
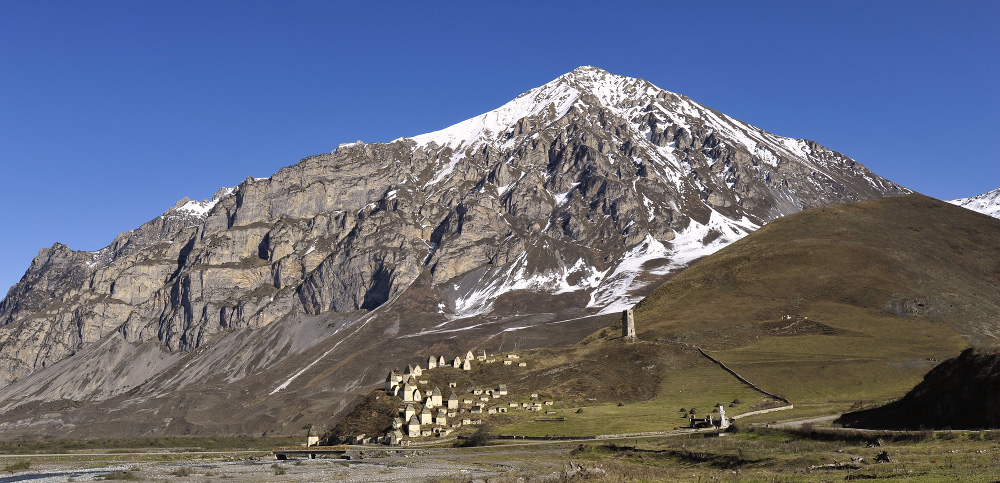
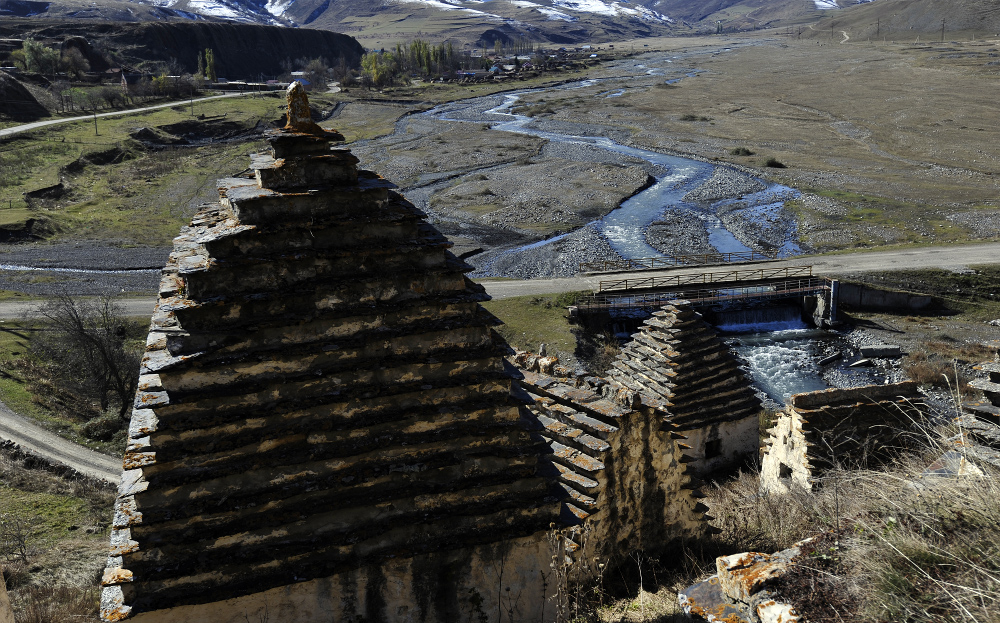